# List (graf)

9, 14, 19, 67 a 76 jsou listy

List je takový vrchol stromu, který nemá žádné potomky, neboli je stupně 1. Každý konečný strom s alespoň dvěma vrcholy má nejméně jeden list různý od kořene.